# Играчи
„Играчи“ е български сериал, продукция на bTV Media Group. Жанрът на филма е „мокюментъри“ – смесица от документален филм и пародия.

## Сюжет
„Играчи“ разказва историята на трима приятели – Каръка (Христо Терзиев), Айтито (Филип Гуляшки) и Американеца (Михаил Петров), които преследват своите цели и мечти. Те се сблъскват с различни битови проблеми, като част от ежедневието им са още Сестрата (Марина Колева), Чичката (Димитър Георгиев-Дими), Мързела (Калин Кирилов) и Майката (Жана Яковлева).

## Излъчване
Излъчването на сериала стартира на 5 август 2016 г. по bTV, а след това продължава по bTV Comedy.

## Герои
- Каръка (Христо Терзиев) – пристрастен към спортните залози, прекарва ежедневието си в пункта „Адреналин бет“ с надеждата да спечели джакпота. Фен на Барселона и Лионел Меси. Има сестра, която работи в „Адреналин бет“.

- Айтито (Филип Гуляшки) – занимава се с програмиране и играе компютърни игри. Зависим е от грижите на майка си, макар да е на 28 години. Влюбен е в сестрата на Каръка още от училище.

- Американеца (Михаил Петров) – завърнал се след 5 години в САЩ, твърди, че разбира от всичко и се е занимавал с много неща. Мечтае да има успешен бизнес и да забогатее без много усилия. Има огромно самочувствие.

- Чичката (Димитър Георгиев - Дими) – собственик на „Адреналин бет“. Бивш футболен съдия в аматьорските дивизии. Обича да пие с приятеля си чичо Драго и да си спомня ваканцията в Унгария. Баща на Мързела.

- Сестрата (Марина Колева) – работи в „Адреналин бет“ и учи право. Има различни занимания като йога, плуване, баскетбол. Често се кара с гаджето си, което не намира време за нея.

- Мързела (Калин Кирилов) – син на Чичката, барман в „Адреналин бет“. Няма никакво желание да работи, оплаква се от всичко и винаги се опитва да изгони клиентите на бара.

- Майката (Жана Яковлева) – майката на Айтито, вечно загрижена на сина си. Мечтата ѝ е да има внуци, но в същото време се притеснява синът ѝ да не попадне на някоя неподходяща за него.

- Орлин Павлов – камео, гаджето на Сестрата[4]

- Алекси Сокачев – камео

- Емил Костадинов – камео